# 耆英 (船)
耆英(きえい、中: 耆英、英: Keying キーイン)は3本マスト、800トンの福州ジャンク貿易船である。1846年から1848年にかけて、喜望峰を回ってアメリカやイギリスまで航海したことで知られる。
耆英は1846年8月に香港のイギリス人ビジネスマンによって、清国船を外国人に売ることを禁じた当時の清の法律を無視して秘密裏に購入された。この船は満州人の官僚であった耆英にちなんで名づけられた。そして12人のイギリス人水夫と30人の中国人水夫(全員が広東人だった)を乗せ、イギリス人船長チャールズ・アルフレッド・ケレットが指揮を行っていた。航海の概略は以下の通りである。
- 1846年12月に香港を出港
- 1847年3月に喜望峰を通過
- 1847年4月にセント・ヘレナ島に寄港
- 1847年7月にニューヨークに到着
- 1847年11月にボストンに寄港
- 1848年4月にイギリスに到着

## アメリカ訪問

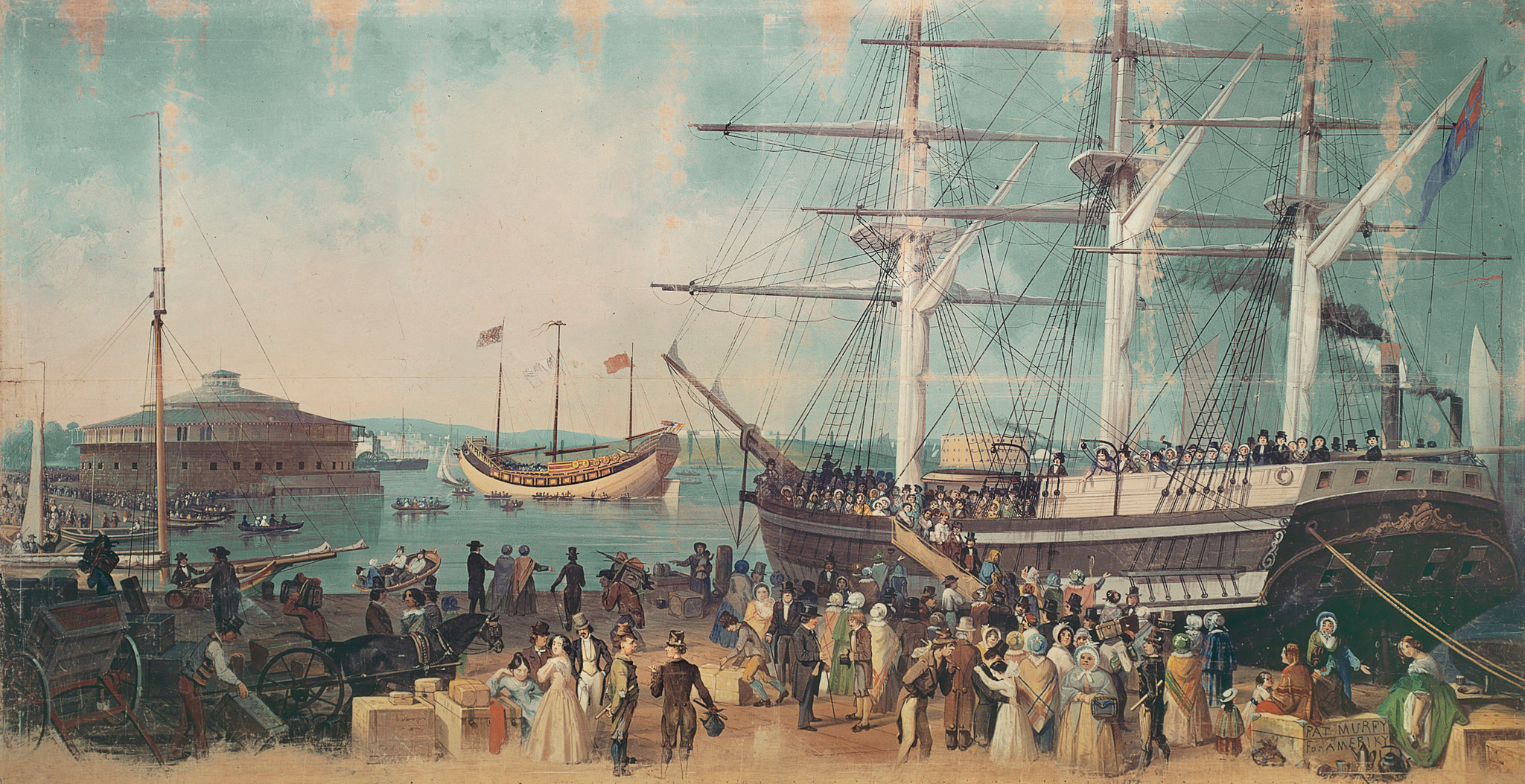
中央のジャンク船が耆英(「ニューヨークの湾と港」サミュエル・ウォー(1814–1885)による絵画、水彩画、c. 1853–1855 、ニューヨーク市立博物館蔵)

耆英はニューヨークを訪れた最初の清国船だった。この船は1847年7月にマンハッタン島の南端のバッテリーに、盛大なファンファーレに迎えられながら投錨した。この航海について耆英の水夫は腹を立てていたが、それは理解できるもので、なぜなら彼らは香港からシンガポールとバタヴィアへ向かう8週間の航海契約にサインしただけであった。26人の水夫が当地で船を下り、広東に戻るカンダス(Candace)号に乗船した。カンダス号は1847年10月6日に清国へ出帆した。耆英は当地に数か月とどまった。1日あたり4000人にも及ぶ観衆が25セントを払って耆英に乗船し、船のデザインやクルーを見て回った。アメリカの有名な興行師であったP・T・バーナムはニュージャージー州のホーボーケンに耆英の複製を作り（彼はそれを清国から引っぱって来たと言っていた）、恐らく幾人かは耆英の水夫も混じっていたのではないかと思われるクルーとともに公開していた。しかし当時のブルックリン・イーグル紙(en)によると、バーナムの雇ったクルー達は「3分の1が白人、3分の2が黒人もしくはムラート」と書かれているので耆英の本物の水夫はいなかった可能性もある。
また、1847年のボストン・イブニング・トランスクリプト紙(en)にとると、耆英は1847年11月にチャールズ・リバー・ブリッジを通ってボストンへ寄港したとされる。耆英が到着すると、感謝祭に集まった4、5千人を含む多くの群衆が詰めかけた。

## イギリス訪問

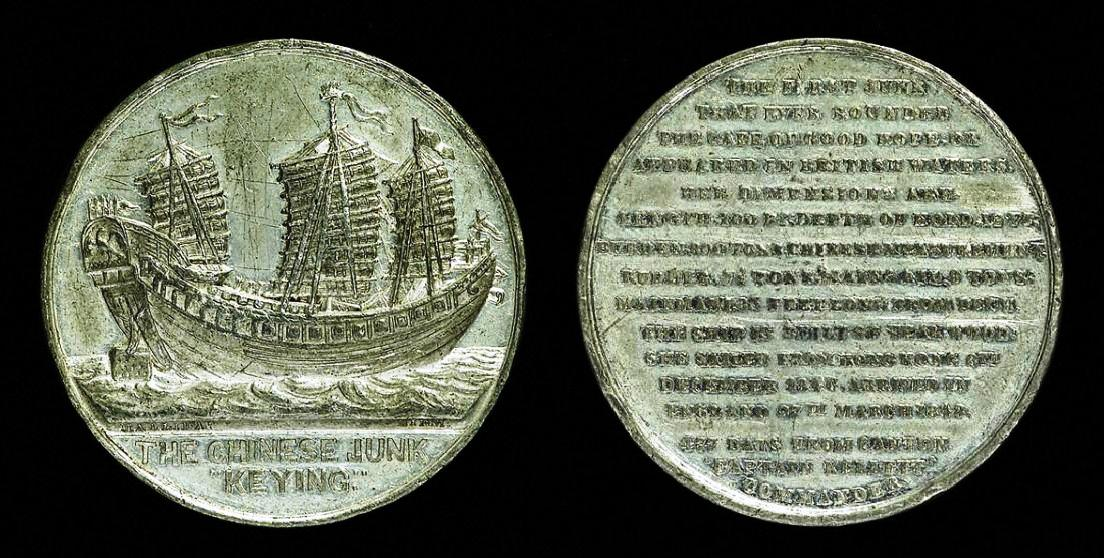
耆英の到着を記念して英国で作られたメダル

耆英は次にイギリスに向かった。2月28日の暴風で、搭載していた2隻のボートが壊れた他、 前檣(ぜんしよう)帆が破れ、硬木に鉄張りした舵が使えなくなった。この蝶番などではない中国独自の方法で作られた舵の修理の際、二等航海士が溺死してしまった。
耆英の来訪は新聞記事で速報された。
「耆英は次にボストンを訪れ、そこから2月17日にロンドンへ向けて出帆した。(チャンネル諸島の)セント・オービン湾へは3月15日に到着した。大陸から大陸への航海は21日間で、これはアメリカの郵便船より短期間である。」(イラストレイテド・ロンドン・ニュース、1848年)
耆英は1848年3月にイギリスに到着し、来航に敬意を表してメダルが作られた。メダルには以下のような文言が刻まれていた。
「喜望峰を周り、イギリスの水域に浮かんだ初のジャンク船である。この船の大きさは全長160ft (48.8m)、艙内の深さ19ft (5.8m)、排水量は中国尺度で800トン、舵は7½トンで、メインセイルは9トン、メインマストは甲板から85ft (25.9m)の長さであった。船はチーク材で作られていた。1846年12月6日に香港を出港し、イギリスへは1848年3月27日に到着、広東から477日だった。ケレット船長が指揮を行っていた。」

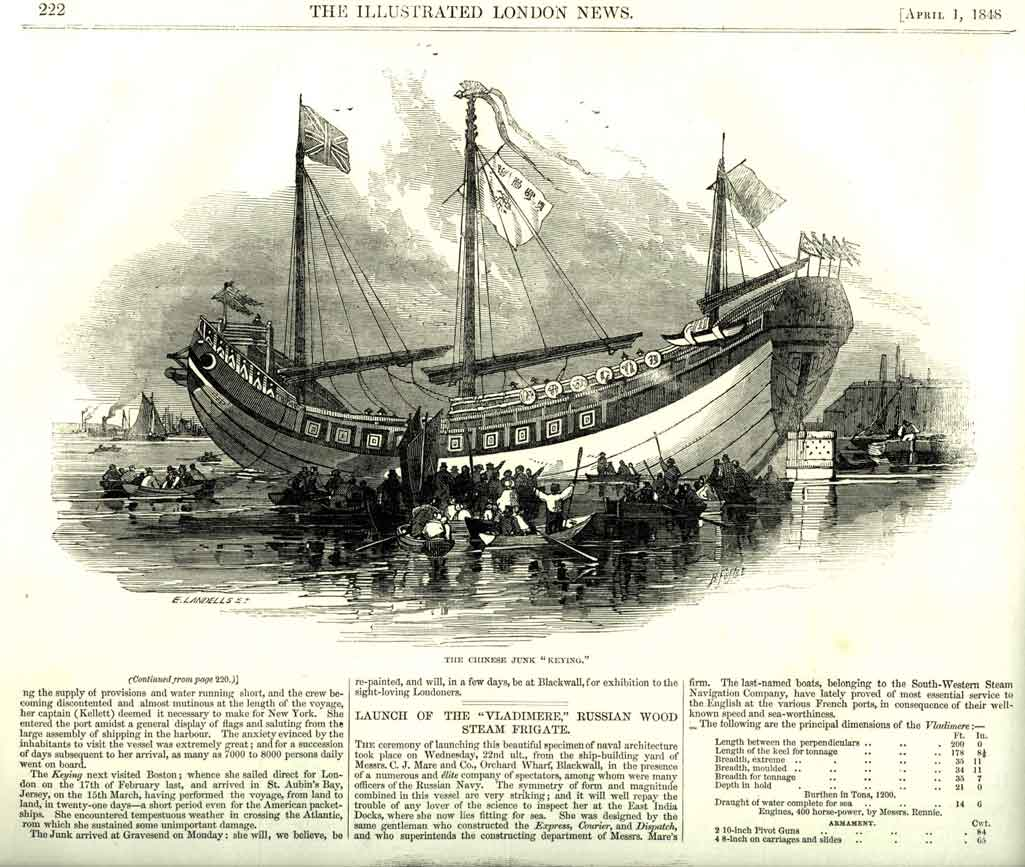
1848年4月1日のイラストレイテド・ロンドン・ニュース紙の記事

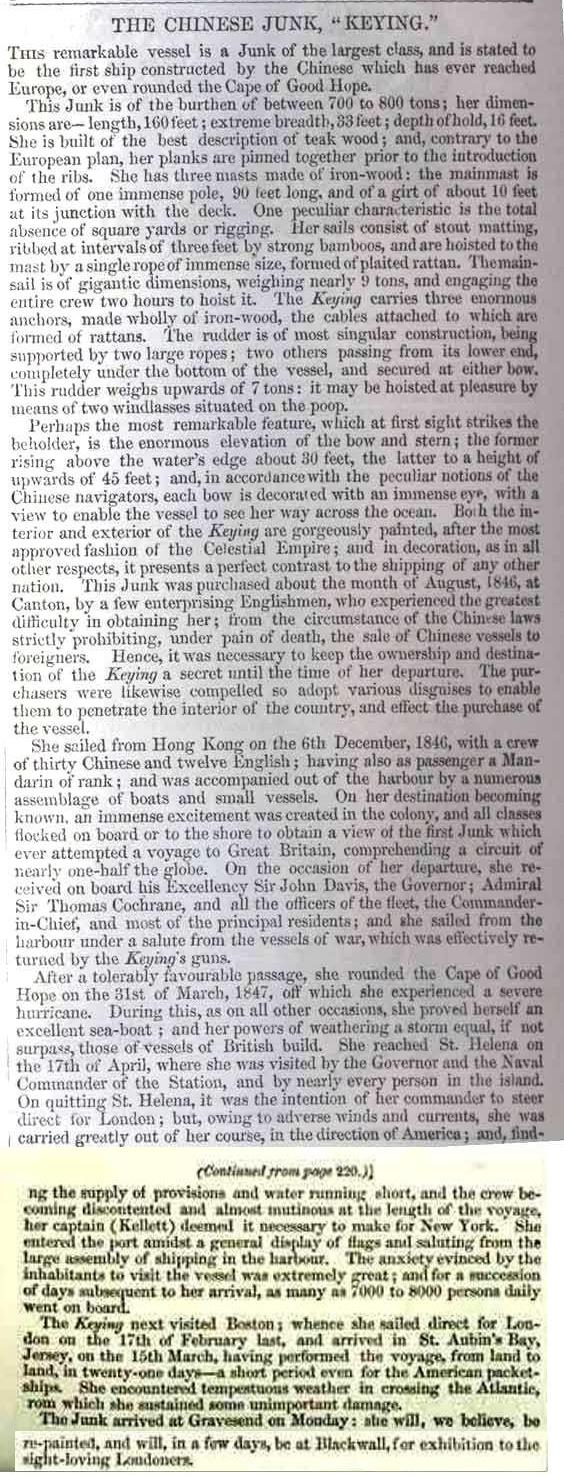
耆英についてのイラストレイテド・ロンドン・ニュース紙の記事、1848年

耆英はイギリスにおいて、その耐航性が優れており、実際に自身の限界を超えて見せたとして賞賛された。
「耆英は自身が素晴らしい船だと証明した。この船の嵐を切り抜ける力は、上回っているとは言わないまでも、英国船と同等である。」(イラストレイテド・ロンドン・ニュース、1848年)
大勢の人々が船を訪れ、その中にはヴィクトリア女王やその他のイギリス王室の一員も含まれていた。1848年7月29日のイラストレイテド・ロンドン・ニュースの紙面には以下のように、耆英への訪問について書かれている。
「高貴な中国ジャンク船『耆英』は中国人船員を乗り組ませている。訪問者は清の官吏や中国の高名なアーティストによって迎えられる。中国の帝国に最も認められた形式の、華麗に設えられた談話室がある。コレクション・オブ・チャイニーズキュリオシティ商会より。耆英は今展示会を開いている。開催時間はAM10時からPM6時まで、ブラックウォールの鉄道や蒸気船埠頭に隣接したイースト・インディア・ドックにて。入場料1シリング。」
「入場料1シリング。高貴な中国ジャンク船がロンドンにとどまっている限られた間に、入場料は1シリングに値下げされる。今ヨーロッパ一珍しいと言われているこの最も興味深い見世物には、女王陛下や王室全員、そして貴族やロンドンに居る著名な外国人のほぼ全てを含む、膨大な数の人々がつめかけた。運賃と入場料込みのジャンク船チケットはロンドン＆ブラックウォール鉄道、及びイースタン・カウンティー鉄道によって発行される。ウェストミンスターからウリッジまでの全ての埠頭から直行の乗り合い蒸気船による輸送もある。運賃は4ペンス。カタログの入手は船上のみ、値段は6ペンス。」
タイムズ紙もまた耆英への訪問をレポートしている。
「ロンドン近傍で中国ジャンク船ほど興味深い見世物は無い。入口から一歩踏み込むと、あなたは中国の世界にいるだろう。あなたはテムズではなく広東近郊にいるのだ。」
耆英はチェシャー州ロックフェリーのクリッピン＆フォスター社に売られ、ロンドンからマージー川に蒸気タグボート、シャノン号によって牽引された。到着は1853年5月14日だった。そしてロックフェリー引上げドックに一般公開のために係留された。1853年7月29日から耆英は、外国の港へ3週間後に出発するための準備に入った。しかし、それに代わって「学術調査のための」解体がレッドヘッド、ハリングそしてブラウンの造船所で行われた。
耆英のその後はプリマス・アンド・デボンポート・ジャーナル紙が1855年12月6日木曜日の紙面で以下のように報じている。
「一時は最も人気のある見世物だった中国のジャンク船は今、リバプールの向かいのトランメア船着き場の岸壁で、手入れもされず朽ちるに任せて放置されている。」

## 記念展示

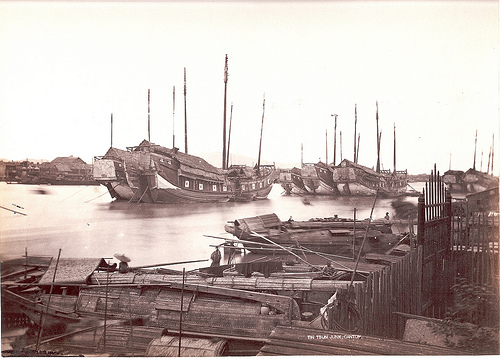
19世紀末、広州で係留されている大型の貿易用ジャンク船、鶏卵紙写真

耆英の大型模型が香港海事博物館に展示されている。この模型は当時の資料と伝統的な福州ジャンクの調査に基づくイメージをもとに造られた。縮尺は12分の1で、有名な航海を行う以前に既に使い古された船であったことから、意図的に古めかしく作られている。